# موری‌یاما ۱۰۸۷۸
سیارک ۱۰۸۷۸ (به انگلیسی: 10878 Moriyama، نامگذاری:1996VV) ده هزار و هشتصد و هفتاد و هشتمین سیارک کشف شده‌است که در ۳ نوامبر ۱۹۹۶ کشف شد.
قدر مطلق سیارک برابر ۱۳٫۸۰ است.